# 실루엣 미라주
《실루엣 미라주》는 일본 개발사 트레저가 제작한 1997년 2D 액션 게임이다. 1997년 9월 10일 세가 새턴으로 처음 발매됐으며, 1998년 7월 23일에 그래픽이 저하됐으나 추가분량이 담긴 플레이스테이션 이식판이 출시됐다.
게임의 무대는 먼 미래의 지구로, 과거에 일어난 대재앙으로 인해 발생한 '실루엣'과 '미라주' 두 가지 속성의 생물체들이 거주하는 세계이다. 주인공 샤이나는 실루엣과 미라주 특성을 동시에 가진 인물로, 오른쪽이나 왼쪽을 바라볼 때 서로다른 특성의 공격을 할 수 있다. 게임 상에 나타나는 실루엣과 미라주 적들은 반대의 특성을 이용해 공격시 체력을 깎을 수 있고, 같은 속성으로 공격시 정신력을 소모시켜 상대의 공격수단을 무력화시킬 수 있는데, 이런 특징을 이용해 플레이어가 샤이나를 조작해 적들을 상황에 따라 알맞게 제압하는 전략적인 플레이를 하는 것이 주요 진행방식이다.
일본 지역에선 엔터테인먼트 소프트웨어 퍼블리싱이 배급을 담당했으며, 플레이스테이션판은 《실루엣 미라주: 리프로그램드 호프》라는 제목으로 발매됐다. 북미 지역에선 워킹 디자인스가 영어판을 2000년 1월 5일에 출시했는데, 배급사가 영어판에서 수정된 게임플레이으로 높아진 난이도로 인해 부정적인 반응을 얻었다.

## 후속
특정 속성으로만 적에게 피해를 줄 수 있는 게임 시스템은 이후 트레저의 2001년 진행형 슈팅 게임 《이카루가》에 재활용됐다. 《이카루가》에는 플레이어가 버튼으로 임의로 흑백으로 색을 바꿀 수 있는 기체를 조종하는데, 적이나 플레이어 모두 같은 색깔의 탄은 흡수하고 반대 색깔의 탄에만 공격을 입는다.

## 평가
| 평론 점수 평론사 점수 PS 새턴 올게임 [ 4 ] N/A 에지 N/A 6/10 [ 5 ] EGM 8/10 [ 6 ] N/A 게임 인포머 7.5/10 [ 7 ] N/A 게임스팟 4.6/10 [ 8 ] N/A 게임스파이 77% [ 9 ] N/A IGN 8.9/10 [ 10 ] N/A 넥스트 제네레이션 [ 11 ] [ 12 ] OPM (US) [ 13 ] N/A PSM [ 14 ] N/A 통합 점수 메타크리틱 69/100 [ 15 ] N/A |        |        |
| 평론 점수 |        |        |
| 평론사 | 점수   | 점수   |
| 평론사 | PS     | 새턴   |
| 올게임 | [ 4 ]  | N/A    |
| 에지 | N/A    | 6/10   |
| EGM | 8/10   | N/A    |
| 게임 인포머 | 7.5/10 | N/A    |
| 게임스팟 | 4.6/10 | N/A    |
| 게임스파이 | 77%    | N/A    |
| IGN | 8.9/10 | N/A    |
| 넥스트 제네레이션 | [ 11 ] | [ 12 ] |
| OPM (US) | [ 13 ] | N/A    |
| PSM | [ 14 ] | N/A    |
| 통합 점수 |        |        |
| 메타크리틱 | 69/100 | N/A    |

## 참조
1. ↑  영어: Silhouette Mirage, 일본어: シルエットミラージュ
2. ↑  영어: Silhouette Mirage: Reprogrammed Hope